# 호우키보시
〈호우키보시〉(ほうき星)는 2005년 6월 1일에 발매된 윤하의 두 번째 싱글이다. 이 음악은 애니메이션 《블리치》의 엔딩에 쓰였다.

## 수록곡
1. ほうき星 (호우키보시)
2. あした、天気になれ。(아시타, 텐키니나레.)
3. 思い出にできない (오모이데니데키나이)
4. ほうき星-instrumental (호우키보시-instrumental)